# Vreme
Vrême je stanje ozračja v določenem času nad določenim krajem; z izrazom običajno opisujemo, koliko je na prostem toplo ali hladno, suho ali vlažno, mirno ali vetrovno oziroma jasno ali oblačno.
Med običajnimi vremenskimi pojavi so, odvisno od kraja na Zemlji, veter, oblaki, dež, sneg, megla in peščeni viharji. Redkejši so močnejši pojavi, kot so tornadi, tropski cikloni in snežni viharji, ki lahko zaradi negativnega vpliva na ljudi dobijo oznako naravna katastrofa. Skoraj vsi nastajajo v najnižji plasti ozračja – troposferi; slabše poznamo pojave v višji stratosferi, ki imajo določen vpliv na vreme spodaj, toda mehanizmi še niso razjasnjeni.
Veda, ki preučuje vremenske vzorce, je meteorologija (vremenoslovje), ukvarja se tudi s kratkoročnim napovedovanjem vremena. Dolgoročni vzorci vremena na določenem območju sveta se imenujejo podnebje. Običajno se beseda vreme nanaša na stanje ozračja nekje na Zemlji, astronomi pa preučujejo tudi sorodne pojave v atmosferah drugih nebesnih teles. Širše znan zgled je Velika rdeča pega na Jupitru, anticiklonska nevihta, ki divja že vsaj 300 let.

## Vzroki
Vreme določajo temperatura in vlažnost zraka ter zračni tlak v troposferi, vzorci nastanejo zato, ker se ti dejavniki med kraji razlikujejo. Ozračje in površje vpijata Sončevo sevanje, pri čemer se obsevanost razlikuje glede na zemljepisno širino, del dneva in čas v letu. To povzroča spreminjanje temperature, ki vpliva tudi na zračni tlak (hladen zrak je gostejši od toplega in obratno). Ta je poleg tega odvisen od nadmorske višine. Zrak se premika z območjim z višjim zračnim tlakom proti območjem z nižjim, kar občutimo kot veter. Vsi trije dejavniki vplivajo tudi na nastanek oblakov in padavine.